# Pouteria valparadisaea
Pouteria valparadisaea là một loài thực vật có hoa trong họ Hồng xiêm. Loài này được (Molina) ined. miêu tả khoa học đầu tiên.